# Otomops madagascariensis
Otomops madagascariensis är en fladdermus i familjen veckläppade fladdermöss som förekommer på Madagaskar. Populationen ingick tidigare i Otomops martiensseni och den godkänns sedan början av 2000-talet som art.
Liksom andra släktmedlemmar har arten framåtriktade 3,0 till 3,5 cm långa öron som nästan ligger horisontala. Pälsen på ovansidan har en mörkbrun till rödbrun färg och undersidan är täckt av ljusare päls. Flera exemplar har dessutom ett mer gråaktigt område på nacken och främre ryggen.
Utbredningsområdet ligger i låglandet och i kulliga områden upp till 800 meter över havet. Regionen sträcker sig över Madagaskars norra och västra delar. Landskapet kännetecknas av kalkstens- eller sandstensklippor med sprickor och grottor som erbjuder gömställen. Otomops madagascariensis föredrar kyliga grottor nära vattenansamlingar.
Individerna bildar kolonier. De har främst fjärilar och skalbaggar som byten.
Arten har en ganska stor utbredning och den är inte sällsynt. IUCN listar Otomops madagascariensis som livskraftig (LC).